# Sylvester C. Smith

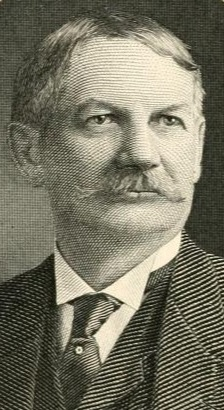
Sylvester C. Smith

Sylvester Clark Smith (* 26. August 1858 bei Mount Pleasant, Iowa; † 26. Januar 1913 in Los Angeles, Kalifornien) war ein US-amerikanischer Politiker. Zwischen 1905 und 1913 vertrat er den Bundesstaat Kalifornien im US-Repräsentantenhaus.

## Werdegang
Sylvester Smith besuchte die öffentlichen Schulen seiner Heimat sowie die Howe’s Academy. Danach unterrichtete er in Winfield als Lehrer. 1879 zog er nach Kalifornien, wo er in der Landwirtschaft arbeitete. Außerdem unterrichtete er im Jahr 1883 auch hier als Lehrer. Nach einem anschließenden Jurastudium und seiner 1885 erfolgten Zulassung als Rechtsanwalt begann er in Bakersfield in diesem Beruf zu praktizieren. Außerdem gab er die Zeitung „Kern County Echo“ heraus. Gleichzeitig schlug er als Mitglied der Republikanischen Partei eine politische Laufbahn ein. Zwischen 1894 und 1902 gehörte er dem Senat von Kalifornien an; im Jahr 1902 kandidierte er noch erfolglos für den Kongress.
Bei den Kongresswahlen des Jahres 1904 wurde Smith dann im achten Wahlbezirk von Kalifornien in das US-Repräsentantenhaus in Washington, D.C. gewählt, wo er am 4. März 1905 die Nachfolge von Milton J. Daniels antrat. Nach drei Wiederwahlen konnte er bis zu seinem Tod am 26. Januar 1913 im Kongress verbleiben. Danach fiel sein Mandat an den bei der Nachwahl siegreichen Everis A. Hayes.